# Haus der Wirtschaftsförderung (Duisburg)

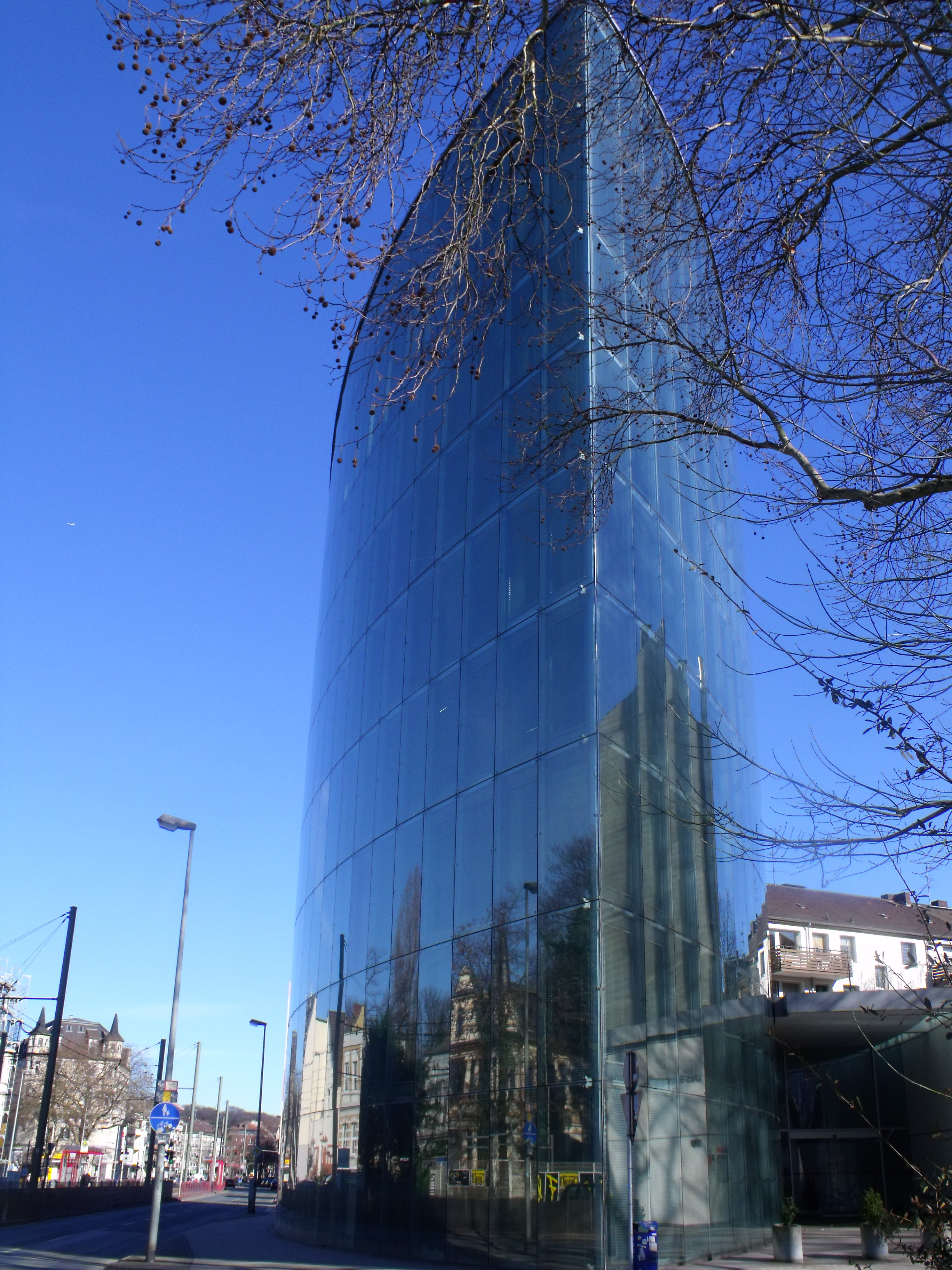
Haus der Wirtschaftsförderung, 2010

Das Haus der Wirtschaftsförderung ist ein Bürogebäude im Duisburger Stadtteil Duissern. Es befindet sich an der Mülheimer Straße 100 und wurde von Norman Foster als Teil des sogenannten Mikroelektronikparks errichtet.

## Geschichte
Das Haus der Wirtschaftsförderung entstand als bedeutendes Element des sogenannten Mikroelektronikparks, der im Westen der im Stadtbezirk Stadtmitte gelegenen Mülheimer Straße in Public-Private-Partnership geplant wurde. Das Architekturbüro Foster + Partners wurde in den 1980er Jahren mit einem großen Gesamtplan für Duisburg beauftragt, der neben der Neugestaltung des Innenhafens auch die Neuausrichtung des bisher von Industrieunternehmen dominierten Areals zwischen Mülheimer Straße und Pappenstraße beinhaltete. In dem Areal sollten bis zu 3.000 Arbeitsplätze entstehen.
Am Bau des Hauses war neben dem Londoner Büro Foster + Partners auch die Duisburger Firma Kaiser Bautechnik beteiligt. Für die Tragwerksplanung zeichnete das Ingenieurbüro Meyer verantwortlich. Daneben wurden auch Umweltingenieure in die Planungen einbezogen, sodass ein für die 1990er Jahre innovativer Bau entstand. Das Haus der Wirtschaftsförderung wurde ab 1990 errichtet und konnte 1993 fertiggestellt werden. Von hier aus sollte die Ansiedlung von Unternehmen im Mikroelektronikpark koordiniert werden. Heute wird das Haus als Bürogebäude genutzt. 

## Beschreibung
Das Haus der Wirtschaftsförderung entstand auf einem an einen Schiffsrumpf erinnernden, elliptischen Grundriss, dessen Höhe durch ein Kreissegment beschnitten wird. Hierdurch weist das Gebäude unterschiedliche Höhen zwischen etwa 16 und 30 Metern auf und beinhaltet an seiner höchsten Stelle sieben Geschosse. Zentral ragt ein massiver Betonkern in die Höhe, um den die Versorgungsschächte angeordnet wurden. Die Fassade mit ihren Glasscheiben ist zweigeteilt. Außen wurden rahmenlose Fensterscheiben aus Panzerglas angebracht, im Inneren wurde mit einem Abstand von ca. 18 Zentimetern Isolierglas angebracht. Im Luftzwischenraum befinden sich Jalousien. 
Die ursprüngliche Aufteilung der Räumlichkeiten war vom Büro Foster folgendermaßen vorgesehen: Im doppelstöckigen Erdgeschoss befindet sich ein Schalter und eine Ausstellungshalle, die restlichen Räume werden von Büros und Konferenzräumen eingenommen. Besondere Bedeutung hat die dreigeschossige Innenterrasse.
Das Haus wurde mit einigen zeitgenössischen, innovativen Energiesparmaßnahmen ausgestattet. So brachte man zwei Typen von Sonnenkollektoren auf dem Dach an, welche die gasbetriebene Kraft-Wärme-Kopplungsanlage betreiben. Das Innenklima wird von separaten Heizungs- und Kühlsystemen dominiert. In der abgehängten Decke fließt durch ein Rohrsystem gekühltes Wasser, was die Luft im Innenraum abgekühlt.